# Nicolas Peter

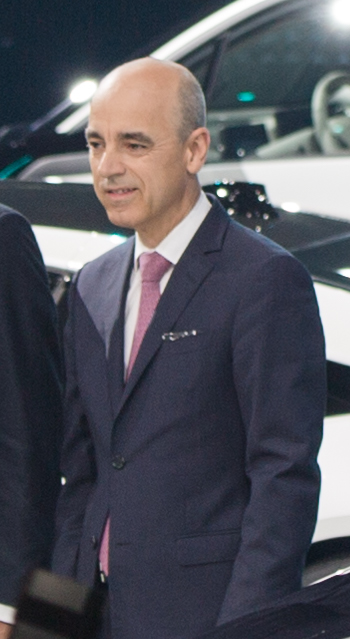
Nicolas Peter auf der IAA 2017

Nicolas Peter (* 1. April 1962 in Mannheim) ist ein deutscher Manager und ehemaliges Mitglied des Vorstands der BMW AG. Dort war er für das Ressort Finanzen verantwortlich. Seine  berufliche Laufbahn verlief in den Bereichen Finanzen und Vertrieb. Seit August 2020 ist er Kuratoriumsvorsitzender der BMW Foundation Herbert Quandt und seit Mai 2025 Aufsichtsratsvorsitzender der BMW AG.

## Leben
Peter studierte nach dem Abitur von 1984 bis 1988 an der Ludwig-Maximilians-Universität München Jura und schloss sein Studium mit dem Ersten Juristischen Staatsexamen ab. Von 1988 und 1991 befand er sich im Referendariat und promovierte 1989 mit einer Arbeit über die „Ansprüche des Bergers einer im Küstenmeer versunkenen Sache“ zum Dr. jur. 1991 schloss er seine postuniversitäre Ausbildung mit dem Zweiten Juristischen Staatsexamen ab.
Peter verbrachte sein gesamtes  Berufsleben bei der BMW AG. Er trat am 1. April 1991 im Bereich Finanzen ins Unternehmen ein. Von 1993 bis 1996 schloss sich eine Tätigkeit im Treasury im BMW Coordination Centre in Antwerpen an. Von 1996 bis 1999 war er Gruppenleiter Konzernfinanzierung. Seinen zweiten Auslandseinsatz absolvierte er von 1999 bis 2002 bei der französischen BMW Vertriebsgesellschaft in Montigny-le-Bretonneux als CFO. Daran schloss sich von 2002 bis 2004 eine Tätigkeit als CEO der schwedischen BMW Vertriebsgesellschaft an. 2005 wechselte er auf die Position des Leiters Vertriebssteuerung, Prozessentwicklung und IT, um dann ab 2007 als Leiter Konzerncontrolling zu fungieren. 2011 wurde er schließlich Leiter der Vertriebsregion Europa. Am 29. September 2016 verkündete der Aufsichtsrat der BMW AG in seiner Pressemitteilung die Bestellung von Peter zum Vorstand für Finanzen zum 1. Januar 2017.
Zum 1. Januar 2017 wurde Peter in den Vorstand der BMW AG berufen und folgte damit dem bisherigen Finanzvorstand Friedrich Eichiner nach, der zum 31. Dezember 2016 in den Ruhestand trat.
Peter schied nach sechs Jahren am 11. Mai 2023 als Finanzvorstand der BMW Group aus, sein Nachfolger wurde Walter Mertl.
Bei der Hauptversammlung am 14. Mai 2025 wurde Peter als Nachfolger von Norbert Reithofer zum Aufsichtsratsvorsitzenden der BMW AG gewählt.